# Cecil Guelph Brock
Cecil Guelph Brock, kanadski letalski častnik, vojaški pilot in letalski as, * 24. maj 1897, Southsea, Hampshire, † 20. februar 1967, Toronto.
Nadporočnik Brock je v svoji vojaški službi dosegel 6 zračnih zmag.

## Življenjepis
Med prvo svetovno vojno je bil od leta 1916 pripadnik Kraljeve pomorske zračne službe.
3 zračne zmage je dosegel s Sopwith Triplane in druge 3 s Sopwith Camel.
Sodeloval je v zračnem boju, v katerem je umrl Manfred von Richthofen.